# Большеузенка
Большеузенка — село в Ершовском районе Саратовской области, в составе сельского поселения Декабристское муниципальное образование. 
Население - 137 (2010)

## История
Деревня Больше-Узенки упоминается в Списке населённых мест Самарской губернии по сведениям за 1889 год. Деревня (она же хутор Скребницкий) относилась к Верхне-Кушумской волости Новоузенского уезда
Согласно Списку населённых мест Самарской губернии 1910 года в деревне проживало 58 мужчин и 67 женщин, деревню населяли бывшие помещичьи крестьяне, преимущественно русские, православные.
В 1919 году в составе Новоузенского уезда деревня включена в состав Саратовской губернии.

## Физико-географическая характеристика
Посёлок находится в Заволжье, в пределах Сыртовой равнины, относящейся к Восточно-Европейской равнине, на реке Большой Узень, на высоте около 60 метров над уровнем моря. Почвы - тёмно-каштановые солонцеватые и солончаковые.
Село расположено в 16 км по прямой в восточном направлении от районного центра города Ершова. По автомобильным дорогам расстояние до районного центра Ершов - 17 км, до областного центра города Саратова - 200 км. 
Часовой пояс
Большеузенка, как и вся Саратовская область, находится в часовой зоне МСК+1. Смещение применяемого времени относительно UTC составляет +4:00.

## Население
Динамика численности населения по годам:
| Годы      | 1889 | 1910 | 2002 |
| --------- | ---- | ---- | ---- |
| Население | 80   | 125  | 202  |

| 2002 | 2010 |
| ---- | ---- |
| 203  | ↘137 |